# Mini Lotto
Mini Lotto, wcześniej Express Lotek – gra liczbowa prowadzona przez Totalizator Sportowy.
W zakładach prostych gracz typuje 5 z 42 liczb, możliwe jest również zawieranie zakładów systemowych, w których gracz może wytypować od 6 do 12 liczb. Od października 2024 jeden zakład prosty Mini Lotto kosztuje 2 zł (wcześniej 1.50 zł) (1,60 zł + 0,40 zł dopłaty na rozwój kultury fizycznej oraz wspieranie kultury narodowej).

## Historia
Pierwsze losowanie odbyło się 31 marca 1976. Losowania początkowo odbywały się raz w miesiącu w środę, od 25 sierpnia 1976 – w każdą środę, a od 7 stycznia 1995 – także w sobotę.
17 stycznia 1998 zaprzestano losowań Express Lotka, lecz na prośbę graczy Totalizator Sportowy 26 sierpnia 2000 wznowił losowanie tej gry, w 2009 nastąpiła zmiana nazwy na Mini Lotto. Od 2000 roku losowania odbywały się w środy i soboty, od 13 października 2008 do 12 kwietnia 2014 – we wtorki, czwartki i soboty, a od 14 kwietnia 2014 – od poniedziałku do soboty. Od 6 grudnia 2015 losowania Mini Lotto odbywają się codziennie.

## Prawdopodobieństwo trafienia
| Liczba trafionych numerów | Liczba w pełnym zbiorze | Szansa wygranej | Liczba kombinacji gwarantująca trafienie |
| ------------------------- | ----------------------- | --------------- | ---------------------------------------- |
| 5*                        | 1 (0,00012%)            | 1:850 668       | 850 668                                  |
| 4*                        | 185 (0,022%)            | ~1:4598         | 101 270                                  |
| 3*                        | 6660 (0,78%)            | ~1:128          | 9 880                                    |
| 2                         | 77 700 (9,1%)           | ~1:11           | 741                                      |
| 1                         | 330 225 (38,8%)         | ~1:2,6          | 38                                       |
| 0                         | 435 897 (51,2%)         | ~1:2            | 0 (brak udziału w grze)                  |

* liczba trafnych numerów, za którą przewidziano nagrody

## Najwyższe wygrane
Tabela przedstawia pięć najwyższych wygranych w Mini Lotto (stan na 26 listopada 2024):
| Data                 | Wygrana (w zł) | Miasto   |
| -------------------- | -------------- | -------- |
| 16 listopada 2024    | 560 186,80     | lotto.pl |
| 12 października 2024 | 549 090,80     | Ełk      |
| 23 listopada 2024    | 524 576,00     | Grojec   |
| 11 października 2024 | 499 013,20     | Radom    |
| 25 października 2024 | 479 315,60     | Łódź     |